# Enicoscolus collessi
Enicoscolus collessi är en tvåvingeart som beskrevs av Hardy 1962. Enicoscolus collessi ingår i släktet Enicoscolus och familjen hårmyggor. Inga underarter finns listade i Catalogue of Life.